# Takashimaya

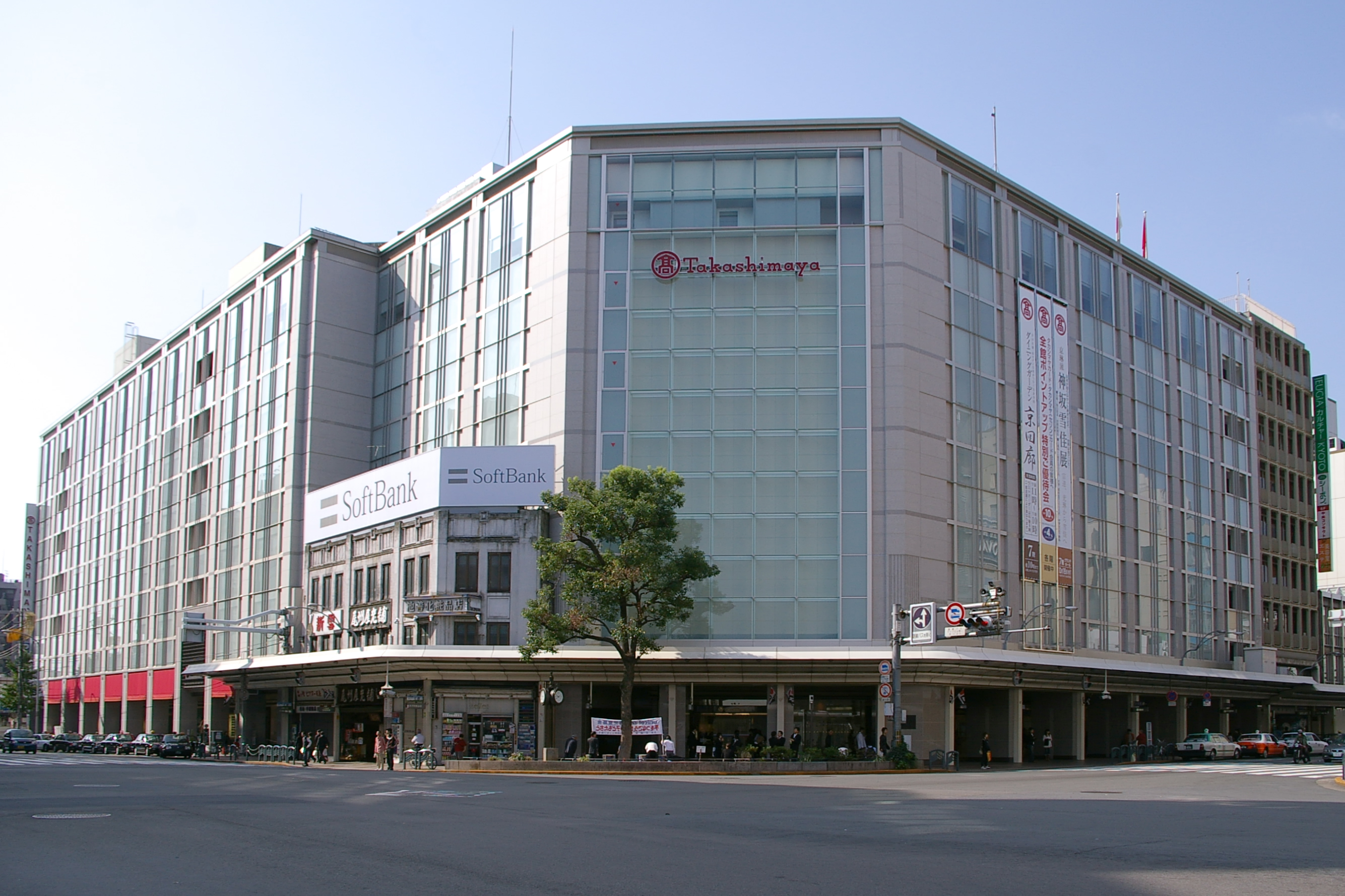
Кіото Такасімая

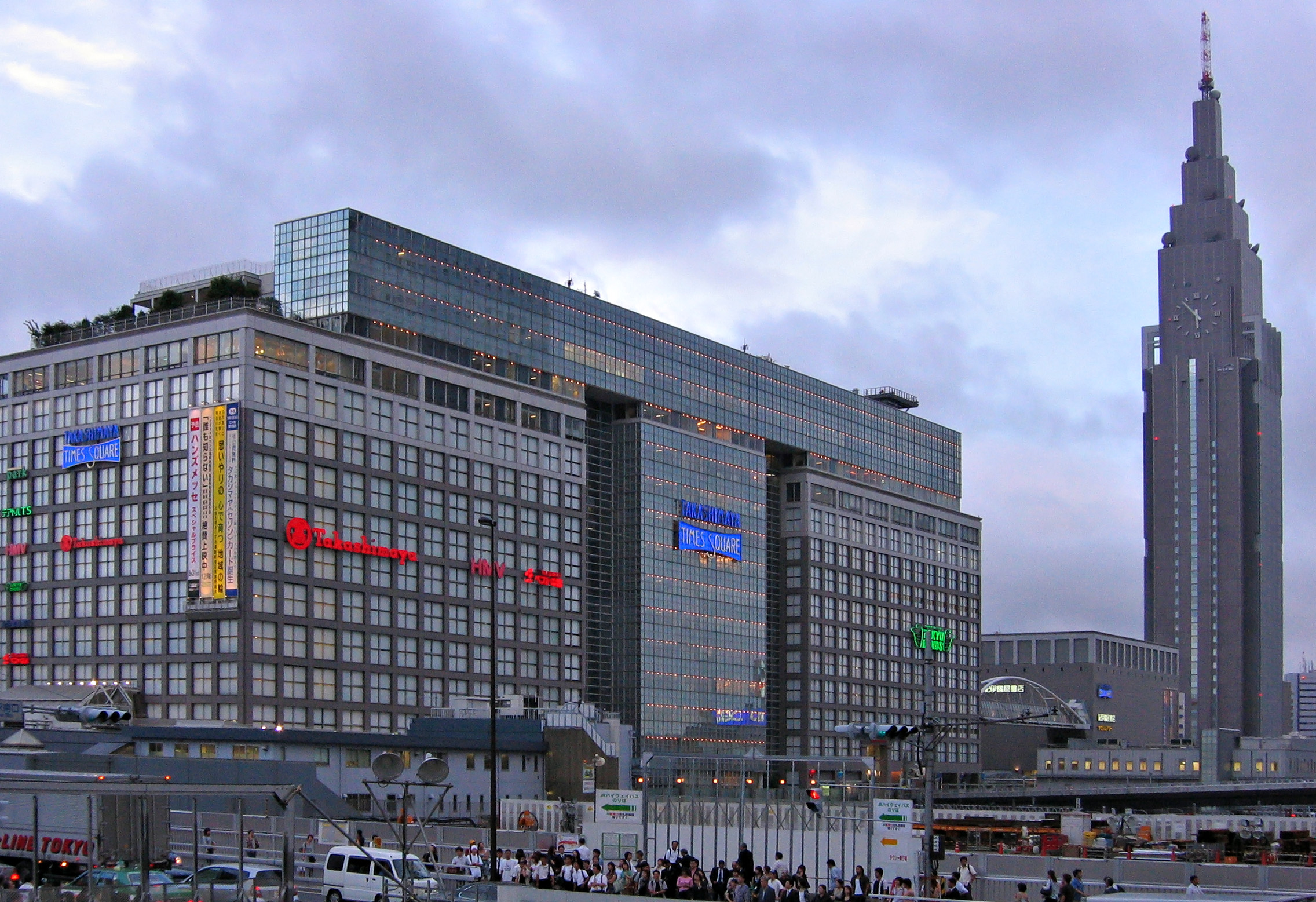
Shinjuku Takashimaya Times Square в Сіндзюку, Токіо

Takashimaya Company, Limited (яп. Kabushiki-gaisha Takashimaya) — це японська багатонаціональна корпорація, яка керує мережею універмагів, що продають широкий асортимент товарів, починаючи від весільних суконь та іншого одягу до електроніки та столового приладдя. Вона має понад 12 відділень, стратегічно розташованих у 2 регіонах та 4 міжнародні філії в Азії.

## Магазини

### У прямій власності
Кансай
- Осака - Nankai Building 1–5, Namba Gochome, Chuo-ku, Osaka, північна сторона Нанкайської залізничної станції Намба
  - Sakai - Nankai Sakaihigashi Building, 59, Mikunigaoka-Miyukidori, Sakai-ku, Sakai, біля станції Sakaihigashi на лінії Koya Nankai Railway
- Semboku - Panjo, 1-3-1, Chayamadai, Minami-ku, Sakai, біля станції Semboku Rapid Railway Izumi-Chuo
- Kyoto - 52, Shincho, Shijo-dori Kawaramachi Nishi-hairu, Shimogyo-ku, Kyoto (Станція Kawaramachi на лінії Hankyu Railway Kyoto підключена під землею.)
  - Rakusai - Rakuseine, 5-5, Oharano Higashi-Sakaidanicho Nichome, Nishikyo-ku, Kyoto, біля автовокзалу Rakusai (Кіотський муніципальний автобус, Keihan Kyoto Kotsu, Hankyu Bus)

Канто
- Nihombashi - 4–1, Nihombashi 2-chome, Chuo, Tokyo, історична будівля, вибрана столичним урядом Токіо, поблизу станції Nihombashi (токійське метро, метро Toei)
- Shinjuku - Shinjuku Takashimaya Times Square, 24–2, Sendagaya Gochome, Shibuya, з'єднаний із південними воротами станції JR East Shinjuku та зі станцією Shinjuku-sanchome на лінії Фукутосін Токіо.
- Tamagawa - основний орендар торгового центру Tamagawa Takashimaya на 17–1, Tamagawa Sanchome, Setagaya, поблизу станції Tokyu Futako-Tamagawa
- Tachikawa - Faret Tachikawa, 39–3, Akebonocho Nichome, Tachikawa, біля станції Tama Tachikawa-Kita Monorail
- Yokohama - Takashimaya Building, Sotetsu Joinus у тому ж місці, що й станція Yokohama на головній лінії Sotetsu, 6-31, Minami-saiwai Itchome, Nishi-ku, Yokohama
  - Konandai - Konandai Birds, 1–3, Konandai Sanchome, Konan-ku, Yokohama, біля станції Konandai на лінії JR East Negishi
- Omiya - 32, Daimoncho Itchome, Omiya-ku, Saitama на східній стороні станції Omiya (JR East, Saitama New Urban Transit, Tobu Railway)
- Kashiwa - Takashimaya Station Mall, 3–16, Suehirocho, Kashiwa, Chiba західна сторона станції Kashiwa (JR East, Tobu Railway)
  - Takashimaya Food Maison Otakanomori - Торговий центр Nagareyama-Otakanomori, у Нагареямі, біля станції Nagareyama-ōtakanomori (Tsukuba Express, лінія Noda Railway Tobu)

### Дочірні підприємства
- Takasaki Takashimaya - 45, Asahicho, Такасакі, на захід від станції Такасакі (JR East, Joshin Railway)
- Гіфу Такасімая - 25, Хінодечо Нічоме (Янагасе), Гіфу
- Okayama Takashimaya - 6-40, Hommachi, Kita-ku, Okayama, біля станції JR West Okayama
- Йонаго Такашимая - 30, Какубанчо Ітхоме, Йонаго

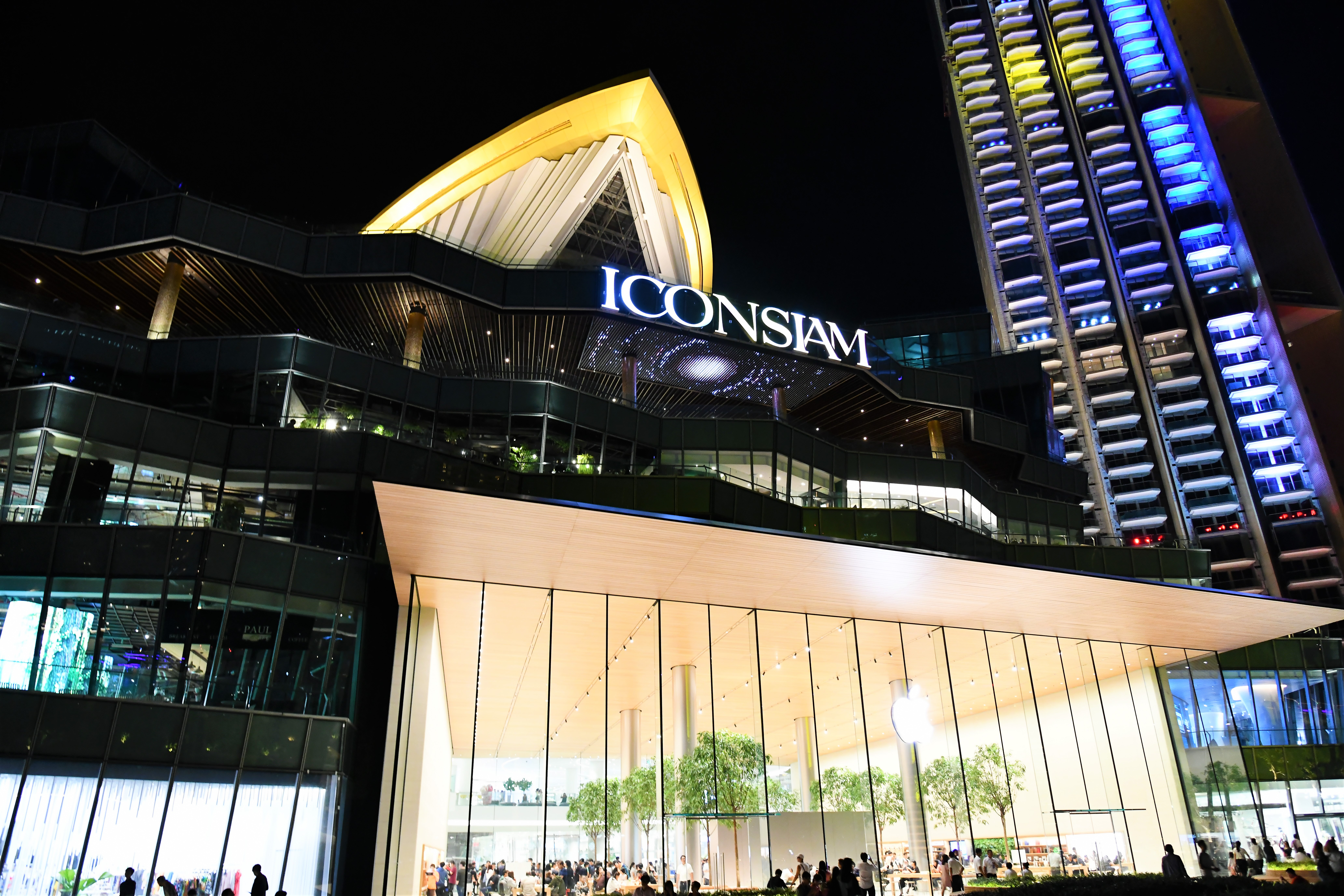
Siam Takashimaya в Таїланді на ICONSIAM

### Вітчизняне спільне підприємство
- JR Nagoya Takashimaya - JR Central Towers, 1–4, Meieki 1-chome, Nakamura-ku, Nagoya, на східній стороні JR Central Nagoya Station, спільне підприємство з JR Central.
- Iyotetsu Takashimaya - 4, Minatomachi Itchome, Matsuyama, там же, де станція Iyotetsu Matsuyamashi, спільне підприємство з Iyo Railway Co., Ltd.

### Міжнародні спільні підприємства
- Takashimaya Singapore - 391 Orchard Road, Singapore, спільне підприємство з Ngee Ann Kongsi, узгоджене в 1988 році, магазин розташований у Ngee Ann City.
- Shanghai Takashimaya - 1438, Hongqiao Road, Changning District, Shanghai, China.
- Takashimaya Vietnam - 65 Le Loi Boulevard, Saigon Center Planning Area, Ho Chi Minh City, спільне підприємство з Keppel Corporation, магазин розташований у Saigon Center.
- Siam Takashimaya - 299 Charoen Nakhon Road, Бангкок, Таїланд, спільне підприємство з Siam Piwat. Два магазини розташовані в торгових центрах Iconsiam і Siam Premium Outlet Bangkok у провінціях Самут Пракан.